# Noémi Rime
 (avril 2020).
Noémi Rime est une soprano française d'opéra.

## Biographie
Premier prix de chant et musique ancienne du Conservatoire national supérieur de musique et de danse de Paris, elle a travaillé avec Les Arts florissants de William Christie, ce qui l'a conduite, en France et à l'étranger (États-Unis, Brésil, Argentine, Japon, Canada, Italie, Pologne, etc.), à interpréter cantates (Clérambault, Monteclair...), airs de cour, musique religieuse (François Couperin, Sébastien de Brossard, Marc-Antoine Charpentier, Jean-Philippe Rameau, André Campra, Jean-Joseph Cassanéa de Mondonville, etc.) et opéras (le rôle de Didon dans Didon et Énée de Henry Purcell, Orfeo de Luigi Rossi, etc.). Elle a interprété La Création et Les Saisons de Haydn sous la direction de François Xavier Bilger avec l'orchestre lyrique d'Avignon, ainsi que des œuvres contemporaines de Gualterio Dazzi avec Le Parlement de Musique sous la direction de Martin Gester. Avec l'Ensemble Baroque de Limoges sous la direction de Christophe Coin, elle a chanté au « Festival du Vieux Lyon ».
Elle a participé à de nombreuses productions scéniques : Atys, Le Malade imaginaire, Les Indes galantes, The Fairy Queen, Médée , Armide, travaillant avec Jean-Marie Villégier, Alfredo Arias, Adrian Noble, Patrice Caurier, Moshe Leiser, Gabriele Doehring, sous les directions musicales de William Christie, Philippe Herreweghe et Michel Schneider pour les scènes de Paris (Théâtre du Châtelet, Théâtre des Champs-Élysées, Opéra-Comique), Montpellier, Caen, Aix, La Chaise-Dieu, Madrid, Lisbonne, New York.
Noémi Rime enseigne au CNR de Tours (depuis 1996) dans le département de musique ancienne, où elle anime la classe d'interprétation de la musique vocale et au conservatoire de Poitiers (depuis 2010), classe de chant (technique vocale et interprétation)[réf. nécessaire].
Elle est l'épouse du baryton-basse François Bazola[réf. nécessaire], chef de chœur dans l'ensemble vocal et instrumental Les Arts Florissants dirigé par William Christie. Elle fait partie de l'ensemble Consonances qu'a fondé François Bazola[réf. nécessaire].

## Discographie sélective
Sa discographie est variée ; elle enregistre pour les labels Erato, Harmonia Mundi, Opus 111, Vérany, Sirius, Ligia Digital, Virgin Classics et Accord.
- Michel Lambert, 9  Leçons de Ténèbres (1689), Ivete Piveteau (direction, clavecin et orgue positif), Noémi Rime (soprano) , Nathalie Stutzmann (contralto) , Charles Brett (haute-contre), Howard Crook (ténor), Virgin Classics, 1989, 2 CD.
- Marc-Antoine Charpentier, Les Quatre Saisons H.335 - 338, Psaumes de David  H.174, H.231, H.179, Bernard Deletré, Françoise Semellaz, Le Parlement de musique, clavecin, orgue et direction Martin Gester. CD Opus 111 1990.
- Marc-Antoine Charpentier, Le Malade imaginaire  H.495, Les Arts florissants, dir. William Christie. CD Harmonia Mundi 1990.
- Marc-Antoine Charpentier, Office des Ténèbres H.95, H.92, H.112, H.93, H.119, H.95, H.134, Miserere H.157, Véronique Gens,  Noémi Rime, Le Parlement de musique, Martin Gester, orgue, clavecin et direction. CD Opus 111 (1991).
- Brossard, Cantiques sacrez - Noémi Rime, soprano ; Jean-Paul Fouchécourt, alto et ténor ; Ian Honeyman, ténor ; Bernard Deletré, basse ; Le Parlement de musique, dir. Martin Gester et orgue de l'Abbaye de Saint-Michel en Thiérache (juin 1992, Opus111 OPS30-69) (OCLC 43169031)
- Scarlatti, Lamentazioni per la Settimana Santa - Noémi Rime et Martina Lins, sopranos ; Parlement de musique, dir. Martin Gester (1-3 octobre 1992, Opus111) (OCLC 45351920)
- Lully, Armide - Guillemette Laurens, Howard Crook, Véronique Gens, Noémi Rime, Bernard Deletré, Gilles Ragon, Collegium Vocale, La Chapelle Royale, Philippe Herreweghe (1993, Harmonia Mundi)
- Rameau, Les Grands Motets - William Christie, Les Arts Florissants, Daneman, Rime, Agnew, Rivenq, Cavallier (1994, Erato)
- Caldara, La Conversion de Clovis Roi de France, Oratorio, Pascale Berrin, Clovis, Delphine Collot, Clothilde, Noémi Rime, Saint Rémi, Jonathan Kenny, Uberto, Le Parlement de Musique, dir. Martin Gester (1996, 2CD Accord)
- Marc-Antoine Charpentier, "Cantica Nativitatis" 1676 (H.21, H.238, H.393, H.316, H.548, H.317, H.395, H.318), Noémi Rime, Catherine Greuillet, dessus, François Bazola, basse, orgue et direction Olivier Vernet. CD Ligia Digital 2004. ffff de Télérama, 4 étoiles Le Monde de la musique.
- Marc-Antoine Charpentier, "Pour un Reposoir" (H.253, H.254, H.259, H.279, H.407, H.425, H.438, H.439), Noémi Rime, Edwige Parat, dessus, François Bazola, basse, orgue et direction Olivier Vernet. CD Ligia Digital 2004
- Johann Sebastian Bach, « Magnificat »[4] 2012